# 卡內貝克鎮區 (明尼蘇達州卡內貝克縣)
卡內貝克鎮區（英語：Kanabec Township）是位於美國明尼蘇達州卡內貝克縣的一個行政鎮區。

## 地方資料
卡內貝克鎮區的面積為94.26平方千米，當中陸地面積為93.07平方千米，而水域面積為1.19平方千米。根據2020年美國人口普查的數據，當地共有人口854人，而人口密度為每平方千米9.06人。